# 샤비야니 환초

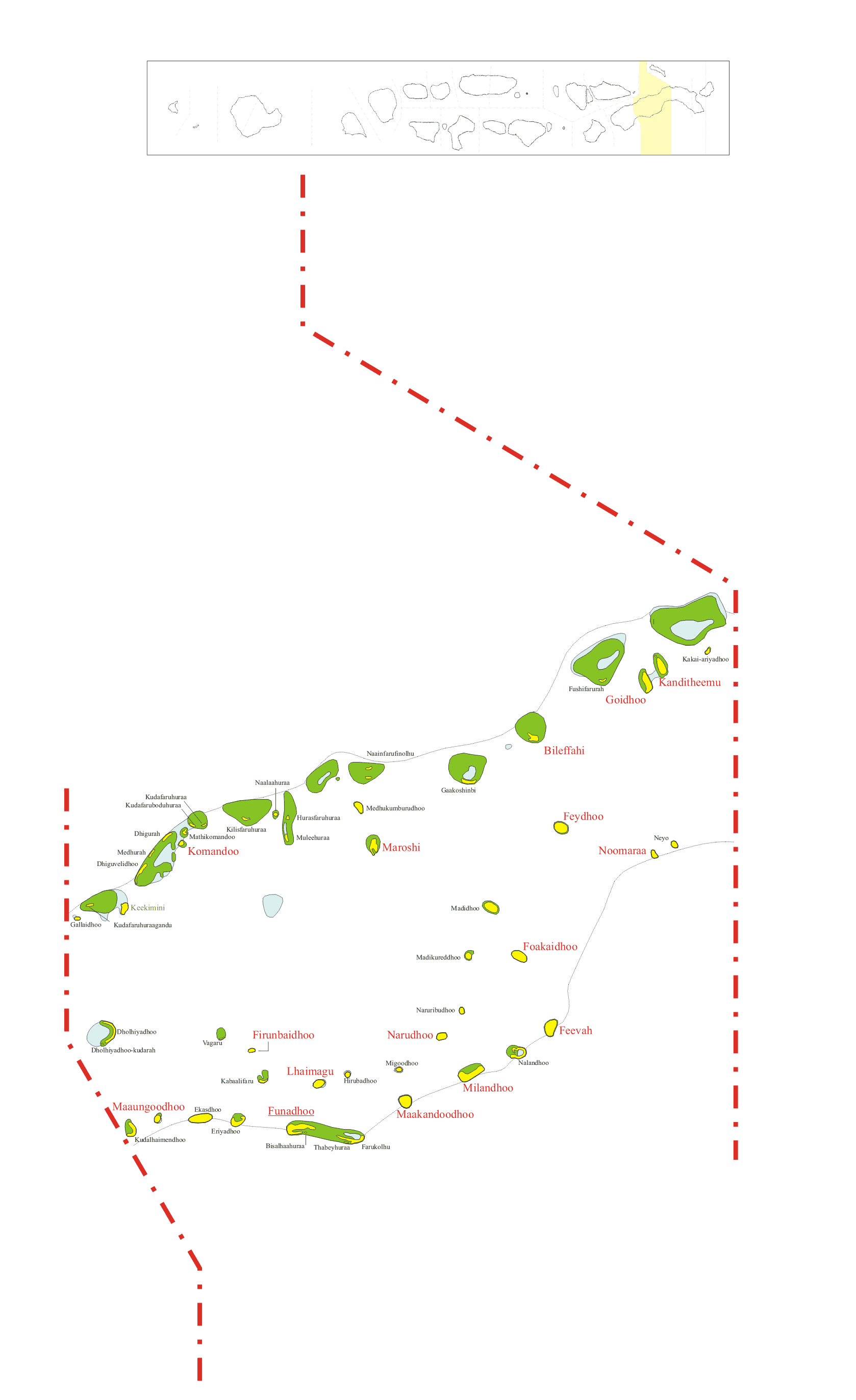
샤비야니 환초

샤비야니 환초(디베히어: މިލަދުންމަޑުލު އުތުރުބުރި, Shaviyani) 또는 밀라둔마둘루우투루부리 환초(Miladhunmadulu Uthuruburi, 북밀라둔마둘루 환초)는 몰디브 북부에 위치한 환초로 행정 중심지는 푸나두이며 인구는 16,542명(2006년 기준)이다. 51개 섬으로 구성되어 있으며 이 가운데 16개 섬에는 사람이 거주한다.